# Суліха
Суліха (пол. Sulicha) — село в Польщі, у гміні Красносельц Маковського повіту Мазовецького воєводства.
Населення — 15 осіб (2011).
У 1975—1998 роках село належало до Остроленцького воєводства.

## Демографія
Демографічна структура станом на 31 березня 2011 року:
|          | Загалом | Допрацездатний вік | Працездатний вік | Постпрацездатний вік |
| -------- | ------- | ------------------ | ---------------- | -------------------- |
| Чоловіки | 10      | 1                  | 8                | 1                    |
| Жінки    | 5       | 1                  | 2                | 2                    |
| Разом    | 15      | 2                  | 10               | 3                    |